# Crímenes de familia
Crímenes de familia és una pel·lícula argentina de drama de 2020 dirigida per Sebastián Schindel. El guió va ser escrit per Sebastián Schindel i Pablo Del Teso.
A pesar que estava planejat la seva estrena en cinemes, a causa de la pandèmia per COVID-19 va ser estrenada en simultani per Cine.ar Play i Netflix. El 19 d'agost de 2020 va estrenar gratuïtament a Cine.ar, i el 20 d'agost va estrenar a nivell mundial per Netflix.
Va comptar amb el suport de l'Organització Internacional del Treball i ONU Dones per abordar temes sobre violència contra la dona.

## Argument
Alicia i Ignacio, un matrimoni de jubilats d'alt poder adquisitiu que viu a un barri luxós de Buenos Aires amb la seva minyona Gladys i el seu fill de tres anys, han d'enfrontar dos judicis que toquen a la seva família. D'una banda, el seu fill Daniel, de 35 anys, amb el que mantenen una relació comflictiva, és acusat de violació i d'intent d'assassinat de la seva esposa Marcela. D'altra banda, la seva minyona Gladys és acusada d'assassinar el seu fill nadó. Alicia intenta defensar costi el que costi el seu fill, cosa que provoca la ruptura de la seva relació amb Ignacio, però mentre va investigant descobreix coses del seu fill que canviaran la seva vida per sempre i la converteix en un malson.

## Repartiment
- Cecilia Roth com Alicia Campos
- Miguel Ángel Solá com Ignacio Arrieta
- Benjamín Amadeo com Daniel Arrieta
- Sofía Gala Castiglione com Marcela Sosa
- Yanina Ávila com Gladys Pereyra
- Paola Barrientos com la Psicóloga
- Diego Cremonesi com Esteban Palleros
- Marcelo Subiotto com Pedro Vieytes
- Claudio Martínez Bel
- Santiago Ávila com Santiago Pereyra
- Marcelo D'Andrea

## Crítiques
Una ressenya a Media, Entertainment, Arts, WorldWide (MEAWW), va descriure la pel·lícula com un "drama criminal captivador" i "atractiu".
Segons el lloc FilmAffinity, el crític Diego Batlle va dir que es tractava d'un "thriller judicial" "notable", "rigurós, ambiciós i intel·ligent"; John Serba, al Decider, va dir que l'ambientació, els personatges i el tema el feien "absorbrnt" si no "sempre original o ben escrit".
Una ressenya a La Nación el va qualificar de "thriller psicològic sòlid".
Una ressenya a The New York Times la va titllar de "melodrama ombrívol" i la comparava amb la pel·lícula de Netflix de 2019 El hijo, del mateix director, Sebastián Schindel.